# Koyu Iha
Koyu Iha (Santos, 30 de junho de 1940) é advogado e político brasileiro. Exerceu o mandato de deputado federal constituinte em 1988.
Koyu Iha é o filho primogênito de Kotoku Iha e Setsu Iha. Em Santos, tiveram doze filhos e administraram uma fábrica de macarrão. Após se deslocarem para Lins, devido a Segunda Guerra Mundial, a família voltou para Santos e Koyu pôde fazer sua graduação pela Faculdade Católica de Santos.
Começou sua trajetória política como vereador da cidade de São Vicente (SP), em 1969. Foi reeleito na legislatura seguinte e compôs as comissões de Justiça e Constituição, de Economia e Planejamento e de Saúde e Educação. Em 1974 foi eleito vereador da cidade de São Paulo mas voltou a São Vicente para se tornar prefeito em 1976. 
Se filiou ao Partido do Movimento Democrático Brasileiro (PMDB) após a reformulação partidária e foi eleito deputado estadual em 1982. Trabalhou nas comissões de Assuntos Municipais e de Defesa do Meio Ambiente. Em 1986 garantiu sua cadeira como deputado federal.
Durante a Assembléia Nacional Constituinte, se atentou às lutas à previdência social, à seguridade social e à dívida externa.
Ainda como deputado, migrou para o Partido da Social Democracia Brasileira (PSDB), pelo qual foi reeleito em 1990. Em 1992, votou a favor do impeachment do então presidente Fernando Collor.
Representante da comunidade da Baixada Santista no Congresso Nacional, votou contra o projeto de modernização dos portos. Sua reeleição à Câmara dos Deputados foi possível a grande parcela de votos provenientes de Santos e São Vicente, em 1994. Porém, na eleição seguinte, não obteve êxito.
Foi coordenador da Agência Metropolitana (AGEM) até 2005 e após isso assumiu como vice-presidente da Associação dos Funcionários da Companhia Siderúrgica Paulista (Cosipa) e foi membro do Conselho de Administração da Companhia Ambiental do Estado de São Paulo (Cetesb).

## Vida pessoal
Koyu Iha nasceu na cidade de Santos, litoral do estado de São Paulo, sudeste do Brasil, em 30 de junho de 1940. É o irmão mais velho dos onze filhos de Kotoku Iha e Setsu Iha. Em 1922, seu pai, Kotoku Iha, imigrou do Japão para o Brasil e inaugurou uma fábrica de macarrão depois de ter passado por vários empregos. 
Após o governo brasileiro declarar guerra às potências do Eixo formadas por Alemanha, Itália e Japão durante a Segunda Guerra Mundial, a família foi obrigada a se mudar para Lins, no interior do estado, após receber uma ordem do governo brasileiro para deixar Santos, uma vez que a cidade passou a ser considerada um local estratégico pelo Estado em meio ao conflito. Koyu realizou o curso primário no Grupo Escolar Jorge Americano Diniz e, quando retornaram para o município litorâneo, ele completou os estudos no Colégio José Bonifácio. Em 1969, Koyu graduou-se em Direito pela Faculdade Católica de Santos (atual Universidade Católica de Santos). Casou-se com Yoshiko Iha.

## Atuação política
Começou a atuar politicamente na universidade e no movimento sindical, onde lutou contra o regime militar instaurado a partir do Golpe de Estado no Brasil em 1964. Filiou-se ao Movimento Democrático Brasileiro em 1968 e conseguiu se eleger duas vezes vereador do município de São Vicente pela legenda - assumiu o primeiro mandato em 1968 e foi reeleito em 1972. Dentro do MDB, Koyu assumiu o posto de titular das comissões de Justiça e Constituição, de Economia e Planejamento e de Saúde e Educação, durante as legislaturas de 1963 a 1973 e 1973 a 1975.
Nas eleições de 1974, disputou uma vaga na Assembleia Legislativa do Estado de São Paulo (Alesp) e se elegeu deputado estadual. Dentro da casa, atuou também como vice-presidente da Comissão de Cultura, Esporte e Turismo. Renunciou, em 1977, ao mandato de Deputado Estadual por São Paulo para assumir a Prefeitura da cidade paulista de São Vicente. Em 31 de janeiro de 1981 renunciou ao mandato de Prefeito em um protesto à prorrogação dos mandatos de prefeito e vereadores, para seis anos, determinado pelo Governo Federal. Retomou então para as suas funções na Cosipa.

Em entrevista para o Jornal Vicentino, em 28 de junho de 2006, Koyu afirmou:
"Depois de renunciar, eu voltei para a Cosipa e logo depois candidatei-me a deputado estadual em 1982. Eu fiz minha campanha nas férias da Cosipa (risos). Na própria empresa eu conseguia um grande número de votos, mas nunca coloquei minha atividade profissional na Cosipa como atividade partidária e política. A gestão de 1982 foi muito boa, junto com o governador Montoro. Naquele governo, eu apresentei uma emenda que foi muito polêmica. Era sobre a Pesquisa contra a AIDS. Foi muito polêmica porque ainda estava começando a aparecer os primeiros casos da doença no mundo. A emenda foi aprovada e São Paulo iniciou os estudos sobre a doença".
Em 1978, com o fim do bipartidarismo, Koyu filiou-se ao sucessor de seu antigo partido, o Partido do Movimento Democrático Brasileiro e voltou para a Assembleia Legislativa de São Paulo como deputado estadual entre os anos de 1983 e 1987. Nas eleições de 1986, disputou uma vaga na Câmara dos Deputados do Brasil e foi eleito deputado federal.
Dentro da Câmara, ocupou vários cargos dentro de comissões e subcomissões:

##### Assembleia Nacional Constituinte
- Titular da Subcomissão de Ciência e Tecnologia e da Comunicação (1987)
- Titular da Comissão da Família, da Educação, Cultura e Esportes (1987)
- Titular da Comissão de Ciência e Tecnologia e da Comunicação (1987)
- Suplente da Subcomissão dos Direitos dos Trabalhadores e Servidores Públicos (1987)
- Suplente da Comissão da Ordem Social (1987)

##### Comissões Especiais
- Titular da PEC número 22 de 1995, de autoria do ex-deputado federal José Janene (PPB-PR) - "Estabelece que as eleições para Governador e Prefeito será realizada em turno único de votação".[8] (1996-1999)
- Suplente da PL número 846 de 1995, de autoria da ex-deputada federal Socorro Gomes (PCdoB-PA) - "Regulamentando a Constituição Federal de 1988 no que diz respeito ao transporte aquaviário de mercadoria, na navegação de cabotagem e interior, em atendimento das exigências do papel estratégico da atividade mercante marinheira e da segurança nacional"[9] (1996)
- Suplente da Comissão Especial de Política Agrícola (1990)
- Segundo vice-presidente da Comissão Especial de Serviços, Tarifas, Construção e Exploração dos Portos (1992)

#### Comissões Externas
- Titular da Comissão Externa da Desativação do Entreposto de Pesca (1995)
- Titular da Comissão Externa da Questão Portuária Nacional (1997-1999)
- Segundo vice-presidente da Comissão Externa da Questão Portuária Nacional (1997-1999)

##### Comissões Permanentes
- Titular da Comissão Permanente de Agricultura e Política Rural (1996)
- Titular da Comissão Permanente de Ciência e Tecnologia, Comunicação e Informática (1989-1990, 1992-1994, 1995-1999)
- Terceiro vice-presidente da Comissão Permanente de Ciência e Tecnologia, Comunicação e Informática (1991)
- Segundo vice-presidente da Comissão Permanente de Ciência e Tecnologia, Comunicação e Informática (1991-1992)
- Suplente da Comissão Permanente de Economia, Indústria e Comércio (1989-1990, 1993-1994, 1996-1997, 1998-1999)
- Titular da Comissão Permanente de Fiscalização Financeira e Controle (1996)
- Suplente da Comissão Permanente de Relações Exteriores (1995-1996)
- Suplente da Comissão de Viação e Transportes, Desenvolvimento Urbano e Interior (1991-1992)

Em 1988, Koyu deixou o PMDB e ajudou a fundar o Partido da Social Democracia Brasileira (PSDB), ao qual se filiou e dentro ocupou cargos de destaque como membro da Executiva Estadual de São Paulo em 1990 e tesoureiro do partido na Executiva Nacional em 1995. Foi reeleito na Câmara duas vezes, em 1990 e 1994, até que em 1998 não conseguiu manter a vaga e deixou o Congresso Nacional do Brasil em janeiro de 1999. Em 2018, Koyu Iha é candidato ao cargo de deputado federal pelo Partido Republicano da Ordem Social (PROS).

### Atuação como deputado federal
Como Deputado Federal em três mandatos, sendo um Constituinte de 1987 a 1991, Koyu foi autor de totais 68 projetos. Estão entre eles:
- PL-496/1988: Declara de utilidade pública a sociedade de assistência a maternidade e a infância de Juquiá.[11]
- PLP-129/1989: Considera as faixas de praia de domínio público e veda sua privatização e a implantação de projetos ou a execução de atividades que impeçam ou dificultem o livre acesso.[12]
- PLP-122/1989: Disciplina a aposentadoria especial nos casos de insalubridade, periculosidade ou atividade penosa, regulamentando o § 1º do art. 40 da Constituição.[13]
- PLP-102/1989: Dispõe sobre a garantia de emprego contra despedida arbitrária ou sem justa causa, nos termos do inciso I do art. 7º da Constituição Federal. Garante a reintegração do empregado e a indenização em dobro, regulamenta dispositivos da CF de 1988.[14]
- PL-2506/1989: Assegura o ingresso de pessoas portadoras de deficiência no serviço público, reservando o percentual de dois por cento dos cargos e empregos públicos para os PCDs e definindo os criterios de sua admissão, aplicando o disposto no artigo 37, inciso VIII da Constituição Federal de 1988.[15]
- PL-2534/1989: Considera crime de apropriação indébita a retenção dolosa do salário do trabalhador. Regulamenta o disposto no inciso X do art. 7º da Constituição Federal de 1988.[16]
- PL-3267/1989: Torna obrigatória a informação aos consumidores sobre os impostos que incidem sobre mercadorias e serviços.[17]
- PL-3268/1989: Torna obrigatório estudo prévio de impacto ambiental para obras ou atividades potencialmente causadoras de degradação do meio ambiente.[18]
- PL-3374/1989: Assegura assistência especial do estado às empresas que invistam em pesquisa, na criação de tecnologia ou que assegurem aos empregados participação nos lucros, na forma do artigo 218, paragrafo quarto, da Constituição.[19]
- PL-4175/1989: Dispõe sobre gratuidade de transporte de idosos.[20]
- PL-3554/1997: Dispõe sobre a isenção do imposto sobre a propriedade territorial rural para os proprietários que doarem glebas para fins de reforma agrária e dá outras providências.[21]

Dentre as 68 proposiçōes que Koyu Iha apresentou na Câmara enquanto deputado, constam nāo somente projetos de lei, mas também um requerimento de informação, uma indicação e três pareceres como relator:
- RIC-2368: de 08 de maio de 1997, "solicita informações ao Ministério da Educação e do Desporto sobre prefeituras municipais que não prestaram contas referentes às verbas repassadas pelo governo federal relativas ao programa de merenda escolar".[22] A ementa foi explicada pelo ministro Paulo Renato Souza.
- INC-646: de 31 de janeiro de 1995, "sugere ao poder executivo, por intermédio do Ministério do Trabalho, o exame da oportunidade e conveniência da descentralização do Tribunal Regional do Trabalho, no estado de São Paulo".[23]
- PRL-1 CCTCI: parecer favorável de Koyu Iha (11 de outubro de 1990) sobre a mensagem de acordos número 62 de 04 de abril de 1990,[24] que "submete à apreciação do Congresso Nacional o ato que "Renova por 10 (dez) anos, a partir de 24 de maio de 1988, a concessão da Fundação Cultural e Educadional Santana de Caetité, outorgada através do Decreto nº 81.460, de 20 de março de 1978, para explorar, na cidade de Caetité, Estado da Bahia, sem direito de exclusividade, serviço de radiodifusão sonora em onda média"",[25] de autoria do poder executivo.
- PRL-1 CCTCI: parecer favorável de Koyu Iha (24 de julho de 1997) sobre a mensagem de acordos número 462 de 23 de maio de 1996,[26] que "submete à apreciação do Congresso Nacional o ato constante do Decreto de 16 de maio de 1996, que "renova a concessão da Rádio Porta Voz de Cianorte Ltda., para explorar serviço de radiodifusão sonora em onda média, na cidade de Cianorte, Estado do Paraná"",[27] de autoria do poder executivo.
- PRL-1 CCTCI: parecer favorável de Koyu Iha (19 de agosto de 1997) sobre a mensagem de acordos número 984 de 11 de novembro de 1994,[28] que "submete à consideração do Congresso Nacional o ato constante da Portaria n] 815, de 21 de outubro de 1994, que renova a permissão outorgada à Rádio Mirante Ltda., para explorar, sem direito de exclusividade, serviço de radiodifusão sonora em freqüência modulada, na cidade de São Luís, Estado do Maranhão",[29] de autoria do poder executivo.

Durante os mandatos de Koyu Iha, ele realizou projetos voltados principalmente para as áreas de transporte, ao tentar instituir o transporte público alternativo; educação, em defesa da política nacional de moradia estudantil; e meio ambiente, na luta pela obrigatoriedade de estudos prévio sobre impacto ambiental.

### Impeachment do ex-presidente Fernando Collor
Na tramitação das votações sobre o impeachment de Fernando Collor de Mello, o então deputado federal Koyu Iha (PSDB-SP) foi favorável ao processo. No dia 29 de setembro de 1992, a Câmara abriu a sessão às 10 horas para votação e, após nove horas e dezoito minutos, o resultado obtido foi: 441 votos favoráveis, 38 contrários, 1 abstenção e 23 ausentes. A partir desse resultado, a Câmara autorizara que o processo tramitasse no Senado Federal do Brasil.

### Lei da TV a Cabo
Após o Golpe de Estado no Brasil em 1964, as propostas para a instrumentalização política e legal voltaram-se fortemente para os meios de comunicação, a começar pela criação da Rede Globo em 1965. A partir de então, o cenário passou a ser de inúmeras disputas internas dentro do campo de poder pelo estabelecimento de políticas de comunicação, que orientariam a implantação de novas tecnologias e ferramentas no mercado.
O fim do regime militar abriu espaço para o processo de Redemocratização em todos os setores brasileiros e, no que diz respeito ao acesso à informação pelos meios de comunicação, a propostas era que eles não ficassem restritos ao Estado. Em 1993, foi criada a Associação Brasileira de TV por Assinatura (ABTA), que substituiu a Associação Brasileira de Emissoras de Antenas Comunitárias (Abracom), e paralela ao surgimento da nova instituição a televisão por assinatura ascendeu no mercado.
Em vista de uma regulamentação do serviço, a ABTA tomou a iniciativa de procurar o Fórum Nacional pela Democratização da Comunicação para sugerir a proposta, que logo foi discutida na Câmara Federal - em novembro de 1993 - na presença do relator Koyu Iha, deputada Irma Rossetto Passoni (PT-SP) e Telecomunicações Brasileiras S.A. (Telebras). Então, em 26 de junho de 1994, o relator Koyu apresentou à Comissão de Ciência, Tecnologia, Comunicação e Informática o substitutivo determinado por negociação entre os órgãos.
A lei, que logo receberia o número 8.977/95 após tramitação, foi aprovada em votação na Câmara dos Deputados do Brasil por unanimidade dos dezoito líderes partidários em 19 de outubro de 1994. A proposta foi então encaminhada ao Senado Federal do Brasil, onde foi referendada sem emendas no dia 15 de dezembro de 1994. Por último, foi enviada ao recém-empossado presidente da República Fernando Henrique Cardoso, que sancionou a lei sem vetos em 6 de janeiro de 1995.
O relator Koyu Iha, porém, resistiu a dois dos itens da proposta durante a tramitação:
"CAPÍTULO V - DA OPERAÇÃO DO SERVIÇO
Art. 23. A operadora de TV a Cabo, na sua área de prestação do serviço, deverá tornar disponíveis canais para as seguintes destinações:
I - CANAIS BÁSICOS DE UTILIZAÇÃO GRATUITA:
c) um canal reservado para a Câmara dos Deputados, para a documentação dos seus trabalhos, especialmente a transmissão ao vivo das sessões;
d) um canal reservado para o Senado Federal, para a documentação dos seus trabalhos, especialmente a transmissão ao vivo das sessões".
De acordo com o deputado, ele acreditava que o Congresso estaria legislando em causa própria ao aprovar regras que implicassem na obrigatoriedade dessas veiculações. Como exercia um papel determinante na criação de um ambiente favorável para as negociações, coube à ABTA, à TELEBRAS e aos outros membros do legislativo envolvidos com a causa convencer Koyu de que a exigência desses canais era um pedido da sociedade a fim de colaborar para a democratização da comunicação no país.

### Saída do PSDB
Um dos fundadores da sigla em 1988, Koyu Iha anunciou em 05 de abril de 2018 a saída do Partido da Social Democracia Brasileira (PSDB). Filiou-se no mesmo período ao Partido Republicano da Ordem Social (PROS) para concorrer ao cargo de deputado federal. Em entrevista ao veículo Diário do Litoral, ele justificou sua desvinculação do partido tucano:
"O PSDB surgiu pelo clamor das ruas de poder contar com um partido não atrelado ao poder e mais fiscalizador. Na época, apesar de existir, não se discutia corrupção. Ela não era tão institucionalizada como hoje. Só que, de uns tempos pra cá, o PSDB perdeu sua essência. O que me deixou muito constrangido, que me incomodou, foi a denúncia contra o Aécio (senador Aécio Neves). Pior ele tentar se manter no cargo (presidente nacional do partido). Se ele tivesse se licenciado para permitir que tudo fosse apurado eu ficaria tranquilo. Mas não, ele retornou ao partido para evitar que o Tasso Jereissati - senador, ex-governador do Ceará e ex-presidente nacional do PSDB - não assumisse a presidência. Tive certeza que acabou a postura ética do partido. Não basta ser honesto, tem parecer honesto".
Em entrevista para A Tribuna em maio de 2017, Koyu Iha claficou como "lamentável" o rumo que o PSDB havia tomado nos últimos tempos.